# Robert Cornevin
Pour les articles homonymes, voir Cornevin.
Robert Cornevin, né le 26 août 1919 à Malesherbes (Loiret) et mort le 14 décembre 1988 à Paris, est un administrateur colonial français, africaniste et historien de l'Afrique. Il est secrétaire perpétuel de l'Académie des sciences d'outre-mer en 1971.

## Biographie
Robert Cornevin est issu d'une famille bourguignonne catholique de Sacy, son père, Maurice Cornevin, est trésorier-payeur général,, sa mère, Geneviève Champeaux, est directrice d’école. Il est élève au lycée Montaigne, puis en classe préparatoire au lycée Louis-le-Grand en 1937, et intègre en 1938 l'École nationale de la France d'outre-mer, dont il est diplômé en 1942. Il est nommé administrateur adjoint au Dahomey, l'actuel Bénin. Il effectue ensuite des séjours au Cambodge (1945-1947), puis au Sénégal. En 1948, il devient commandant de cercle au Togo, où il reste jusqu'en 1956.
En 1960, il est nommé directeur du Centre d'études et de documentation sur l'Afrique et l'outre-mer, le CEDEAOM, rattaché à La Documentation française, où il reste jusqu'à sa retraite en 1985. Il est élu en 1964 à l'Académie des sciences d'outre-mer et en devient le secrétaire perpétuel en 1971.
En 1961, il participe à la création de la revue Afrique contemporaine, dont il est rédacteur en chef jusqu'à sa retraite.
Il épouse en mars 1942 Marianne Cornevin avec une cérémonie à l'église réformée de Passy, il est membre de la Société de l'histoire du protestantisme français. Marianne Cornevin, médecin et spécialiste de médecine tropicale est la fille de l'historien d'art Louis Réau. Elle exerce comme médecin en Afrique, puis, à leur retour à Paris, est médecin scolaire. Le couple a six enfants.

## Historien de l'Afrique
Robert Cornevin soutient en 1960 une thèse de doctorat d'État intitulé Histoire des peuples d'Afrique, dirigée par André Leroi-Gourhan, et une thèse complémentaire sur les populations Bassaris du nord du Togo.
Ses positions et méthodologies ont été critiquées par plusieurs universitaires, historiens de l'Afrique, comme  Henri Brunschwig ou Catherine Coquery-Vidrovitch. Ils lui reprochent en particulier sa façon d'utiliser les sources orales, son usage de la bibliographie et son rythme de production.

## Publications
- Histoire des peuples de l'Afrique Noire, Berger-Levrault, 1962
- Histoire de l'Afrique des origines jusqu'à nos jours, avec Marianne Cornevin, 1956, 423 p. (rééd. 1964, 1974)
- Histoire de la colonisation allemande, Paris, 1969  P.U.F. coll. « Que sais-je ? » (n° 1331), 128 p.
- Histoire de l'Afrique, Paris, Payot
  1. Des origines au XVIe siècle, avec Marianne Cornevin, 1962, 447 p.
  2. L'Afrique précoloniale (1500-1900), 1966, 621 p., voir en ligne sur Gallica
  3. Colonisation, décolonisation, indépendance, 1975, 670 p.

## Distinctions

### Décorations
- Officier de la Légion d'honneur [8]
- Chevalier de l'ordre des Palmes académiques

### Récompenses
- 1971 :  secrétaire perpétuel de l'Académie des sciences d'outre-mer[8]
- Le Prix Robert-Cornevin de l'Académie des sciences d'outre-mer, créé en 1990, récompense un ouvrage d'histoire de l'Afrique.
- Prix Georges-Bruel 1961 de l'Académie des sciences d'outre-mer pour Histoire des peuples de l’Afrique noire.
- Prix Pierre Gentil 1963 de l'Académie française pour Histoire du Dahomey